# Bassin de Nansen
Pour les articles homonymes, voir Nansen.
Le bassin de Nansen est un bassin océanique parallèle à la dorsale de Gakkel, dans l'océan Arctique. Il a été nommé d'après Fridtjof Nansen.